# Руланд
Руланд (њем. Ruhland) град је у њемачкој савезној држави Бранденбург. Једно је од 25 општинских средишта округа Обершпревалд-Лаузиц. Према процјени из 2010. у граду је живјело 3.948 становника. Посједује регионалну шифру (AGS) 12066272.

## Географски и демографски подаци
Руланд се налази у савезној држави Бранденбург у округу Обершпревалд-Лаузиц. Град се налази на надморској висини од 96 метара. Површина општине износи 37,1 km². У самом граду је, према процјени из 2010. године, живјело 3.948 становника. Просјечна густина становништва износи 106 становника/km².